# 曾其毅
曾其毅（1958年12月28日—），广东南海人，儿科危重病专家，原广州市儿童医院院长，现任广州市卫生局副局长，中国民主同盟成员。因在广州市政协会议期间发表“其实在中国看病并不贵”言论引起广泛关注。

## 履历
- 1982年毕业于广州医学院。
- 1989年前往加拿大不列颠哥伦比亚进修儿科危重病救治。
- 1998年参与策划创建的广州市重症救治中心。
- 2006年升任广州市卫生局副局长。
- 2009年升任广州市珠江医院院长。

## 政协发言风波
2008年广州市政协会议期间，曾其毅发表“ 我走遍全世界，看病最不难是中国，看病最不贵是中国”言论，引起了社会广泛关注。部分社会舆论认为曾其毅的言论没有体会到穷人的疾苦，甚至有人网上发帖谩骂，扬言威胁其生命。但是了解中国医疗现状的人士认为曾所说的是社会现状，尤其是医疗工作者普遍支持他的说法，只是媒体在报道时断章取义，没有把讨论引向探讨中国医疗体制现状的问题上，没有涉及到当时的中華人民共和國醫療體制改革其实是对医生劳动的轻视。